# Secreto de confesión (1980)
Secreto de confesión é uma telenovela mexicana, produzida pela Televisa e exibida pelo El Canal de las Estrellas entre 13 de agosto e 24 de dezembro de 1980. 
Foi a última mininovela semanal, que ia ao ar às quartas-feiras às 17h.

## Elenco
- Silvia Derbez - Alicia
- Gustavo Rojo - Jorge
- Nelly Meden - Marisa
- Úrsula Prats - Carmela
- Teresa Valadez - Rubí
- Úrsula Prats - Carmela
- Graciela Döring - Kiara
- Yolanda Ciani - Amelia
- Rafael Sánchez Navarro - Gustavo
- Miguel Ángel Ferriz - Jorge
- Bertha Moss - Beatriz
- Marystell Molina - Emilia
- Eduardo Castell - Padre Javier Villamonte
- Roger Cudney - Burton
- Mariela Flores - Julia
- Humberto Osuna - Felipe
- Mario Sauret - Julio